# Europees kampioenschap zeilwagenrijden 1971
Het Europees kampioenschap zeilwagenrijden 1971 was een door de Internationale Vereniging voor Zeilwagensport (FISLY) georganiseerd kampioenschap voor zeilwagenracers. De 9e editie van het Europees kampioenschap vond plaats in het Duitse Sankt Peter-Ording. 

## Uitslagen
| klasse   | Goud             | Zilver         | Brons            |
| -------- | ---------------- | -------------- | ---------------- |
| Klasse 1 | Uwe Schröder     | Otto Göttlich  | Peter Biner Wulf |
| Klasse 2 | Johannes Dekkers | Brian Davies   | Ian Megahy       |
| Klasse 3 | Rüdiger Grassy   | Michel Morel   | Martin Spielmann |
| Dames    | Magrit Fuhrmann  | Brigitte Lange | Manon Schloms    |

1963 ·
1964 ·
1965 ·
1966 ·
1967 ·
1968 ·
1969 ·
1970 ·
1971 ·
1972 ·
1973 ·
1974 ·
1975 ·
1976 ·
1977 ·
1978 ·
1979 ·
1980 ·
1981 ·
1982 ·
1983 ·
1984 ·
1985 ·
1986 ·
1987 ·
1988 ·
1989 ·
1990 ·
1991 ·
1992 ·
1993 ·
1994 ·
1995 ·
1996 ·
1997 ·
1998 ·
1999 ·
2000 ·
2001 ·
2002 ·
2003 ·
2004 ·
2005 ·
2006 ·
2007 ·
2009 ·
2010 ·
2011 ·
2013 ·
2015 ·
2016 ·
2017 ·
2019 ·
2020 ·